# Café Seerose
Café Seerose („leknín“) je pavilon v Postupimi v Německu na břehu Novoměstské zátoky řeky Havola (německy Neustädter Havelbucht). Osmkrát dvojitě zakřivenou střešní konstrukci ve tvaru listové rozety, konstruovanou jako hyperbolicky paraboloidovou skořepinu, navrhl stavební inženýr Ulrich Müther. Dne 21. prosince 2004 byla budova zapsána na seznam chráněných památek (německy Denkmalschutz) Braniborským zemským památkovým úřadem (německy Brandenburgische Landesamt für Denkmalpflege und Archäologische Landesmuseum; BLDAM).

## Historie
Bývalá kavárna a dnešní restaurace Seerose byla postavena v letech 1982 až 1983 na břehu Novoměstské zátoky řeky Havoly. Obytný komplex byl úmyslně umístěn do blízkosti historického a strukturálně „exotického“ parního stroje v podobě mešity, který postavil Ludwig Persius v letech 1841–43, aby zavlažoval rybniční fontány Sanssouciho paláce. Pro další modernizaci obytné oblasti byla plánována instalace 30 metrů vysoké vodní fontány v Havelské zátoce, to se ale nakonec neuskutečnilo. Od otevření v roce 1983 se v budově střídala restaurace s kavárnou a barem. V letech 1994-1996 a 2006-2008 byla budova prázdná.

## Stavba
Design interiéru leknínu přišel od postupimského architekta Dietera Ahtinga. Interiér byl dříve individuálně navržený pokoj pro hosty v rámci možností doby. Podobné stavby byly tehdy povoleny jen na několika místech v Postupimi.
Postupimský umělecký kovář Christian Roehl (1940–2013) navrhl mnoho strukturálních detailů. Ty byly bohužel z velké části odstraněny majitelem společnosti Sandbar Catering GmbH kolem roku 2013. Při příležitosti 30. výročí zrekonstruoval vnitřní prostory bez souhlasu památkové kanceláře. Následovala řada sporů mezi oběma stranami. 
Vedoucím stavby byl Ulrich Müther. Střešní struktura restaurace se skládá z osmi dvojitě zakřivených, šest centimetrů tenkých skořápek, „Těžká hmota se jeví lehká a tekoucí jako tkanina.“ Architektonickým vzorem a inspirací pro tvar leknínu byla restaurace Los Manantiales společnosti Félix Candela v Xochimilco, Mexico City (1958). Candelova budova má rozpětí 32,47 metrů, restaurace Seerose je menší s průměrem 23 metrů. Na rozdíl od Candelovy budovy nechal Müther uprostřed střechy otevřený světlík. Polovina interiéru je rozdělena na restaurační oblast a zásobovací křídlo.
V dnešní době se jedná o oblíbenou restauraci a nejvýznamnější památku východního modernismu v Postupimi. Z restaurace je pěkný výhled na zátoku. Kromě toho je k dispozici samoobslužná oblast o rozloze 150 metrů čtverečních s pláží a lehátky.